# Comté de Dallas (Iowa)
Pour les articles homonymes, voir Comté de Dallas.
Le comté de Dallas (en anglais : Dallas County) est un comté américain de l'État de l'Iowa. Son siège est Adel. Lors du recensement des États-Unis de 2010, il compte 66 135 habitants.

## Histoire
Établi en 1846, le comté est nommé d'après George Mifflin Dallas, onzième vice-président des États-Unis (1845-1849) sous James K. Polk, qui donne son nom au comté de Polk, voisin à l'est et abritant la capitale de l'État, Des Moines.